# Padova Challenge Open 2011
Il Padova Challenge Open 2011 (Italy F14 Futures 2011) è stato un torneo di tennis giocato sul cemento, che fa parte della categoria ITF Women's Circuit nell'ambito dell'ITF Women's Circuit 2011 e dell'ITF Men's Circuit nell'ambito dell'ITF Men's Circuit 2011. Sia il torneo maschile che quello femminile si sono giocati Padova in Italia dal 13 al 19 giugno 2011.

## Partecipanti WTA

### Teste di serie
| Nazionalità | Giocatrice             | Ranking* | Testa di serie |
| ----------- | ---------------------- | -------- | -------------- |
| Italia      | Julia Mayr             | 238      | 1              |
| Italia      | Anna-Giulia Remondina  | 239      | 2              |
| Italia      | Giulia Gatto-Monticone | 250      | 3              |
| Francia     | Audrey Bergot          | 253      | 4              |
| Polonia     | Katarzyna Piter        | 256      | 5              |
| Russia      | Elena Bovina           | 275      | 6              |
| Francia     | Kristina Mladenovic    | 276      | 7              |
| Ucraina     | Iryna Burjačok         | 277      | 8              |

- Ranking al 6 giugno 2011.

### Altre partecipanti
Giocatrici che hanno ricevuto una wild card:
- Anastasia Grymalska
- Sandra Martinović
- Martina Parmigiani
- Agnese Zucchini

Giocatrici che sono passate dalle qualificazioni:
- Paola Cigui
- Albina Khabibulina
- Nadežda Kičenok
- Nastja Kolar
- Teliana Pereira
- Milana Špremo
- Scarlett Werner
- Erika Zanchetta

## Campioni

### Singolare maschile
Philipp Oswald ha battuto in finale  Gerard Granollers Pujol con il punteggio di 6–4, 6–3

### Singolare femminile
Kristina Mladenovic ha battuto in finale  Karin Knapp con il punteggio di 3–6, 6–4, 6–0

### Doppio maschile
Guillermo Carry /  Andrej Kračman hanno battuto in finale  Mikhail Vasiliev /  Dennis Zivkovic con il punteggio di 7–5, 7–5

### Doppio femminile
Kristina Mladenovic /  Katarzyna Piter hanno battuto in finale  Iryna Burjačok /  Réka-Luca Jani con il punteggio di 6–4, 6–3